# Sonia Robertson
Sonia Robertson (Burnham Market, 2 juni 1947) is een hockeyster uit Zimbabwe. Ze werd geboren als Sonia Chick en was tot diens overlijden gehuwd met de voormalige rugbyer Ian William Robertson (1950–2015).
De Zimbabwaanse hockeyploeg kreeg zes weken voor de Olympische Spelen 1980 de gelegenheid deel te nemen aan de spelen, omdat vijf uitgenodigde landen verstek lieten gaan.
Sonia Chick Robertson samen haar tweelingzus Sandra Chick de olympische gouden medaille. Sonia Robertson speelde mee in één wedstrijd.
De spelen van 1980 zijn tot op heden enige deelname van de Zimbabwaanse hockeyploeg aan een wereldkampioenschap of Olympische Spelen geweest.

## Erelijst
- 1980 –  Olympische Spelen in Moskou